# Glenea flavimembris
Glenea flavimembris är en skalbaggsart som beskrevs av Maurice Pic 1943. Glenea flavimembris ingår i släktet Glenea och familjen långhorningar. Inga underarter finns listade i Catalogue of Life.